# Ferrovia Villa Literno-Cancello
La ferrovia Villa Literno-Cancello è una linea ferroviaria italiana destinata al traffico merci e gestita da RFI.

## Percorso
| Continuation backward |

| Station on track |

| Unknown route-map component "CONTgq" | Unknown route-map component "ABZgr" |  |

| Stop on track |

| Station on track |

| Unknown route-map component "uexCONTgq" | Unknown route-map component "emKRZu" | Unknown route-map component "uexCONTfq" |

| Unknown route-map component "exCONTgq" | Unknown route-map component "eKRZo" | Unknown route-map component "exCONTfq" |

| Unknown route-map component "kABZg3" |

| Unknown route-map component "dCONTgq" | Unknown route-map component "kABZr+12" + Unknown route-map component "lvBHF-" | Unknown route-map component "STR+k34" | Unknown route-map component "d" |  |

| Unknown route-map component "kABZg+4" |

| Station on track |

| 15+988 |
| 4+078  |

| Unknown route-map component "STR+l" | Unknown route-map component "kABZg2" + Unknown route-map component "ABZgr" |  |

| Unknown route-map component "dCONTgq" | Unknown route-map component "KRZu" | Unknown route-map component "KRZu+k1" | Unknown route-map component "kABZq+4" | Unknown route-map component "dCONTfq" |

| One way leftward | Unknown route-map component "KRZo" | Unknown route-map component "CONTfq" |

|  | Unknown route-map component "eABZg+l" | Unknown route-map component "exCONTfq" |

|  | Non-passenger station/depot on track |

| 0+000  |
| 14+652 |

| Unknown route-map component "SKRZ-Ao" |

|  | Non-passenger station/depot on track |

|  | Unknown route-map component "ABZgl" | Unknown route-map component "STR+r" |

|  | Unknown route-map component "DST-L" | Unknown route-map component "KDSTxe-R" |

|  | Unknown route-map component "SKRZ-Au" | Unknown route-map component "exSKRZ-Au" |

| Unknown route-map component "d" | Unknown route-map component "STR+l" | Unknown route-map component "KRZu" | Unknown route-map component "eABZql" | Unknown route-map component "dCONTfq" |

| One way leftward | Unknown route-map component "ABZg+lr" | Unknown route-map component "CONTfq" |

| Station on track |

| Unknown route-map component "CONTgq" | Unknown route-map component "xABZglr" | Unknown route-map component "CONTfq" |

| Unknown route-map component "exCONTf" |